# PR-LP 18
El sendero PR-LP 18 es un sendero de Pequeño Recorrido en La Palma (Canarias, España) que une el Refugio de El Pilar con Los Guinchos.
La longitud total del recorrido es de 14500 metros. Hay 1520 metros de desnivel.